# Alraune, die Henkerstochter, genannt die rote Hanne
Alraune, die Henkerstochter, genannt die rote Hanne lautet der Titel eines stummen Horror-Dramas, welches der ungarische Regisseur Eugen Illés 1918 für die Berliner Neutral-Film GmbH realisierte. Manchen Quellen zufolge war auch der Schauspieler Joseph Klein an der Regie beteiligt. Der Film wurde auch unter dem abgekürzten Titel Alraune gezeigt, was in der Folge zu vielerlei Verwechslungen Anlass gab. In Hauptrollen waren Max Auzinger und Hilde Wolter zu sehen, die in diesem Film ihr Debüt gab.

## Handlung
Das Kind einer unglücklich verheirateten Frau wird krank. Sie erfährt von der magischen Mandragora-Wurzel, welche die Kraft habe, das Kind gesund zu machen. Doch da erscheint ihr der Geist einer verstorbenen Vorfahrin, die einst in einer ähnlichen Lage war: auch ihr Kind war erkrankt und sie gab ihm Mandragora, um es zu heilen. Das Kind aber starb und sie wurde festgenommen und wegen Hexerei zum Tode auf dem Scheiterhaufen verurteilt. Die Frau fasst den Entschluss, sich über die Warnung hinwegzusetzen und verwendet die Wurzel. Das Kind wird gesund, ihr Ehemann kehrt zu ihr zurück, und alles endet gut.

## Hintergrund
Der Film war eine Produktion der Neutral-Film GmbH (Berlin). Die Filmbauten errichtete Artur Günther. Regisseur Eugen Illés besorgte auch die Photographie. Einige Quellen geben auch noch Joseph Klein, der im Film den Henker spielte, als Mitregisseur an.
Als Verfasser des Drehbuches nennen IMDb und en.wiki übereinstimmend Carl Froelich und Georg Tatzelt, als Produktionsfirma jedoch die Luna-Film GmbH Berlin. GECD #17351 und en.wiki nennen fälschlich Hanns Heinz Ewers als Autor der literarischen Vorlage. Die falsche Inhaltsangabe bei IMDb rührt von einer Verwechslung mit der „Alraune“ (1918) von Mihály Kertész und Fritz Ödön her.
In Deutschland wurde der Film durch die Natural Film GmbH verliehen.
Trotz des Titels hat die Film-Geschichte, die im Mittelalter und in der Gegenwart spielt, jedoch nur die Mandragora-Wurzel und ihre Wirkung auf Menschen mit dem Roman von Hanns Heinz Ewers gemein.

## Rezeption
Der Film wird besprochen in: Kinematograph No. 635, 1919
und ist registriert bei
- Lamprecht Vol. 8 No. 245
- Birett, Verzeichnis in Deutschland gelaufener Filme. München  No. 272, 1919
- Birett, Verzeichnis in Deutschland gelaufener Filme. München  No. 449, 1919
- Birett, Verzeichnis in Deutschland gelaufener Filme. München  No. 560, 1919[5]

Alraune, die Henkerstochter, genannt die rote Hanne lag im Dezember 1918 zur Zensur vor und wurde in Deutschland am 26. Februar 1919 aufgeführt, auch unter dem Kurztitel Alraune.
1921 wurde der Film nach Wiedereinführung der Reichsfilmzensur, durch diese von ursprünglich 2138 Metern um 114 Meter auf 2024 Meter gekürzt, erneut aufgeführt.
Sowohl die Polizeizensoren in München (Zensur-Nr. 30066-71) und in Berlin (Zensur-Nr. 42 668) als auch die Reichsfilmzensur (Nr. 718 vom 10. September 1921) belegten den Film mit Jugendverbot. Die 1921 zensierte Fassung erschien, vermutlich von einer Raubkopie, im amerikanischen Verleih unter dem Titel Sacrifice; als Verleiher trat eine Newtral Films auf, die nichts mit der deutschen Produktionsfirma Neutral-Film zu tun hatte.
Eine 16-mm-Kopie des Films ist, wenngleich in unfertigem Zustand, im George Eastman House in Rochester/USA erhalten.
Nicht ganz einfach ist die Zuordnung der überlieferten Kinoplakate, die nur den Titel Alraune tragen, da man so nicht sicher bestimmen kann, zu welchem der Alraune betitelten Filme sie gehören.